# جون لوندبيرغ
جون لوندبيرغ (بالدنماركية: Knud Lundberg)‏ (14 مايو 1920 بكوبنهاغن في الدنمارك - 12 أغسطس 2002) هو مدرب كرة قدم وصحفي ولاعب كرة قدم دانمركي في مركز مهاجم ‏، شارك في الألعاب الأولمبية الصيفية 1948 والألعاب الأولمبية الصيفية 1952. وشارك مع منتخب الدنمارك لكرة القدم. أما مع النوادي، فقد لعب مع نادي أوبه.

## وصلات خارجية
- جون لوندبيرغ على موقع الاتحاد الدولي (مؤرشف)  (الإنجليزية)
- جون لوندبيرغ على موقع قاعدة بيانات كرة القدم.إي يو (الإنجليزية)
- جون لوندبيرغ على موقع ناشيونال فوتبول تيمز (الإنجليزية)
- جون لوندبيرغ على موقع عالم كرة القدم.نت (الإنجليزية)
- جون لوندبيرغ على موقع أوليمبيديا (الإنجليزية)